# Caleta de la Colina
Caleta de la Colina (en inglés: Hill Cove) es el tercer asentamiento más grande en la Isla Gran Malvina, en el noroeste de las Islas Malvinas. Fue el primer asentamiento británico en el oeste de las islas y posee 14 habitantes.

## Características generales
Se encuentra en la costa norte, en cercanías de la Bahía San Francisco de Paula, con vistas al Puerto de la Cruzada en la Isla Trinidad. Se encuentra detrás del Monte Independencia, que lo abriga de los vientos del sur.
Fue uno de los primeros asentamientos en la isla Gran Malvina en el siglo XIX, que no estaba habitada permanentemente hasta la década de 1860. Hay varias casas aquí, incluyendo un ex "barracón" para los trabajadores agrícolas masculinos.
También tiene el único "bosque" en las islas, una madera que se plantó en la década de 1880, y ampliado en 1925. Hay una parada más pequeño de los árboles en la Isla del Rosario.
La Caleta de la Colina comprende dos pequeños asentamientos (granjas de ovejas) ubicados a una distancia de 2,9 km. Uno de ellos es una aldea situada en una meseta ubicada al pie del monte, y el otro posee un pequeño asentamiento y un muelle y se ubica en la península. También tiene una pequeña tienda y un aeropuerto para aviones pequeños.

## Historia
Se fundó en 1882 por Robert Blake, quien se mudó aquí desde el este del archipiélago. Él en 1886, plantó pino y hayas por primera vez, surgiendo el único bosque en todo el archipiélago hasta ese momento. Su intención fue apoyada por el gobierno colonial de las Islas Malvinas, que en 1925 envió forestales para plantar abetos.
La Falkland Islands Company, adquirió la propiedad de la localidad, la dividió en 1988 en ocho granjas pequeñas y las vendió a nuevos propietarios. Hoy los residentes se dedican a la ganadería ovina y al turismo.

## Galería

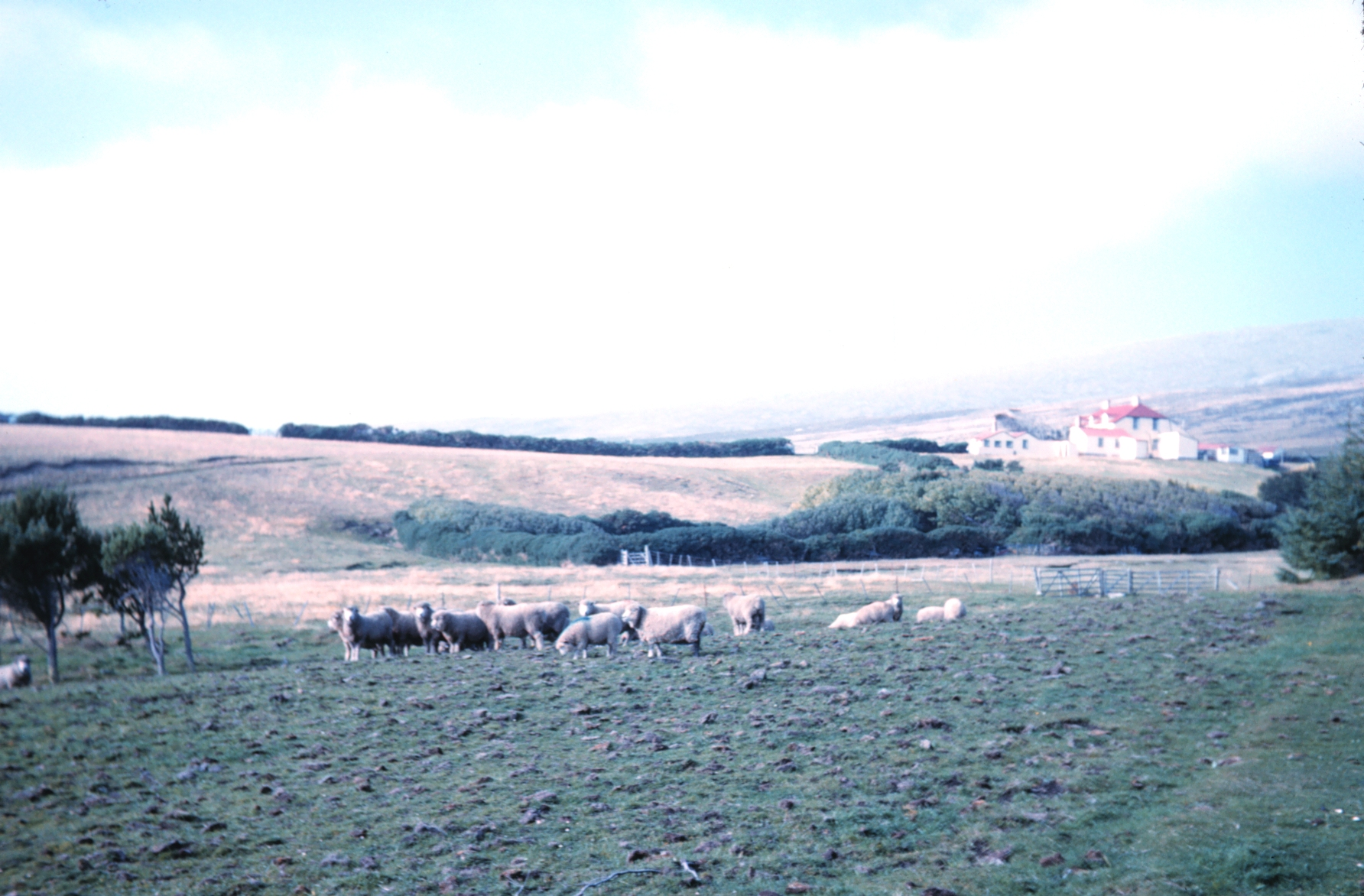
Pasterio de ovejas
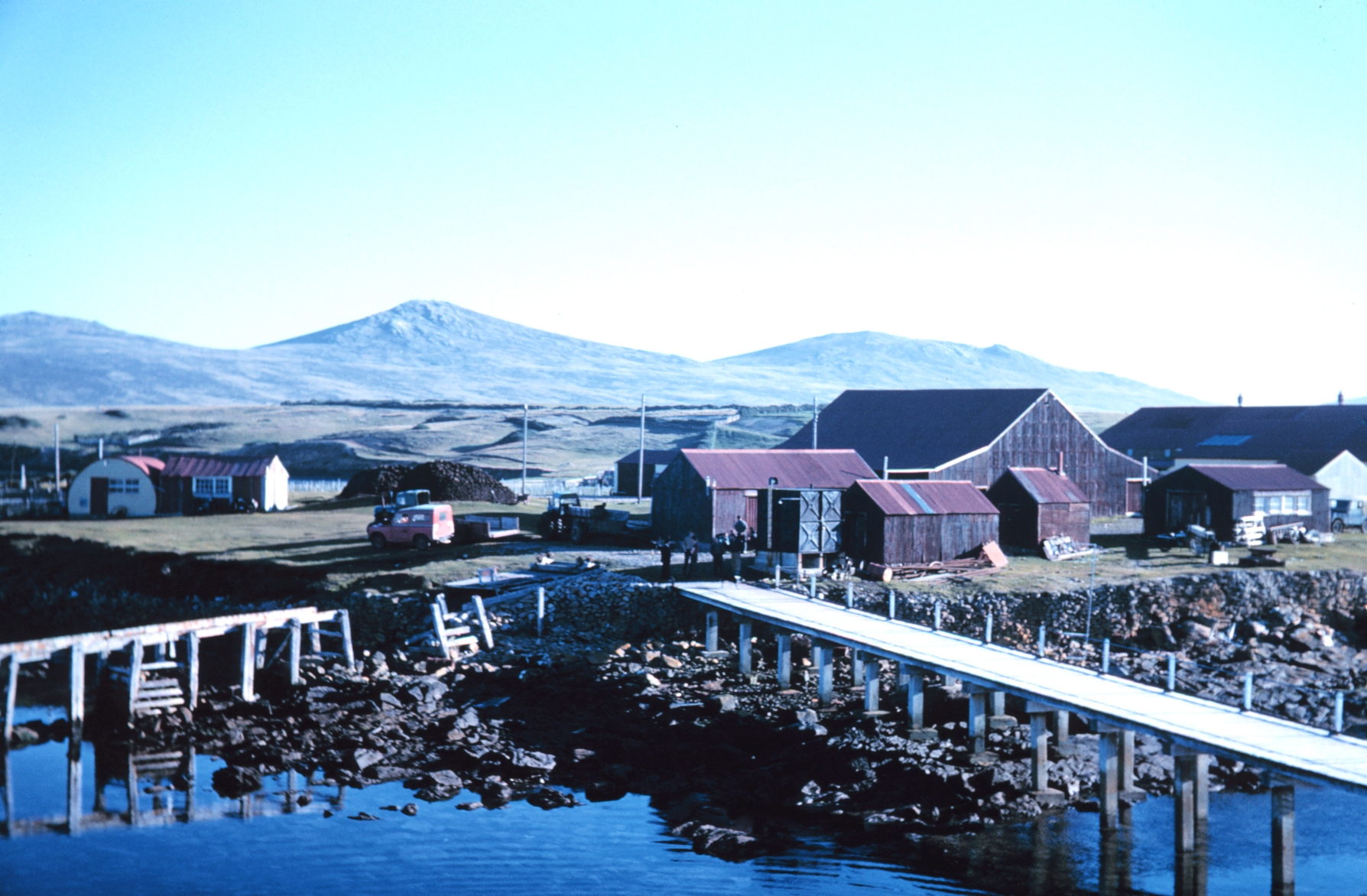
Casas en Caleta de la Colina